# Statue of Freedom

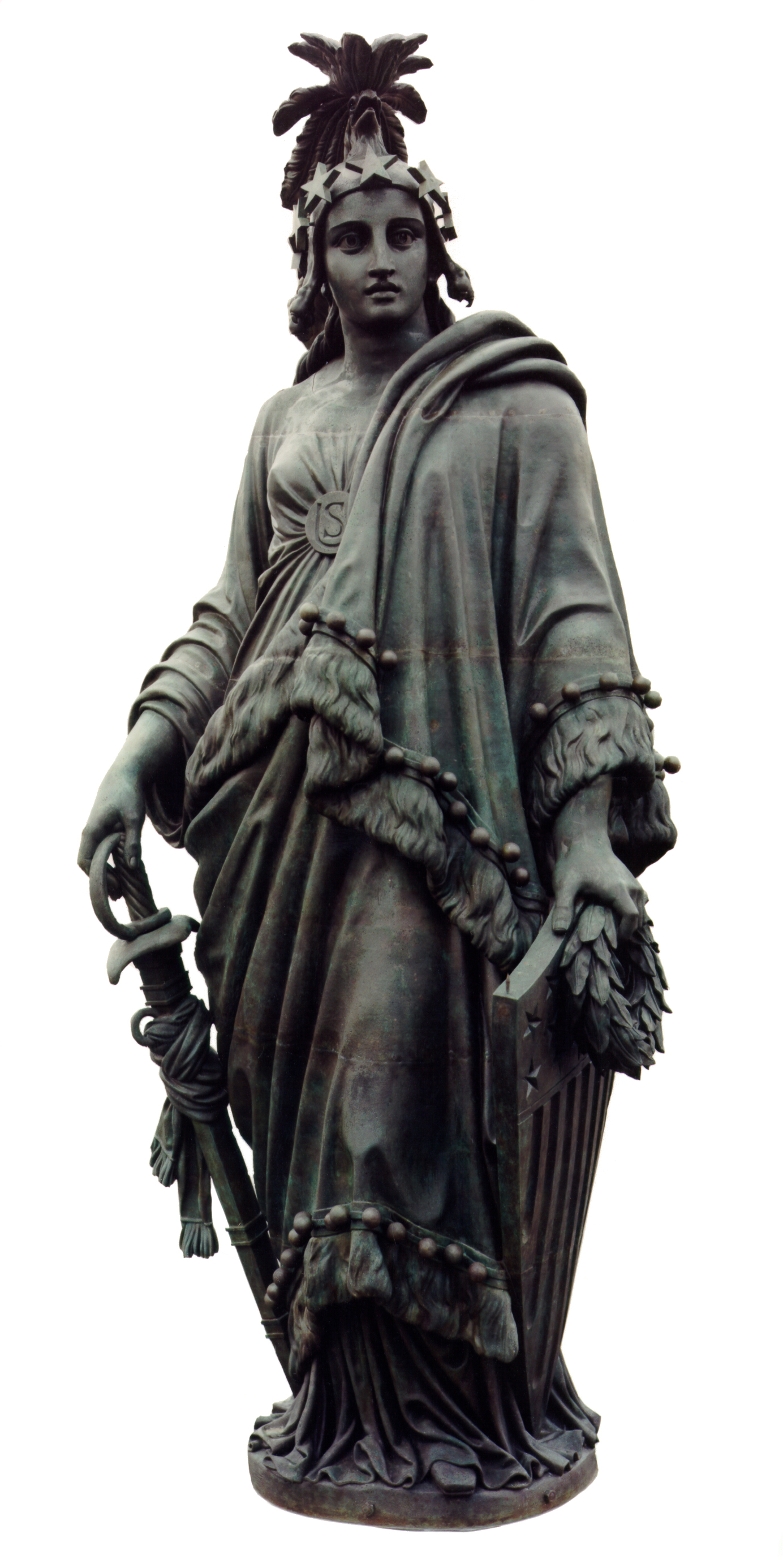
Statue of Freedom

Die Statue of Freedom, deutsch Statue der Freiheit, manchmal auch Armed Freedom („Bewaffnete Freiheit“) oder einfach Freedom genannt, ist eine Bronzestatue von Thomas Crawford, die seit 1863 die Spitze der Kuppel des U.S. Capitol in Washington, D.C. krönt.  Der ursprüngliche und offizielle Name ist Freedom Triumphant in War and Peace. Offizielle Verlautbarungen der Vereinigten Staaten besagen, dass „die Statue offiziell als Statue of Freedom bekannt ist“.

## Beschreibung
Die Freedom ist eine sinnbildliche Frauenfigur, die in der rechten Hand ein verhülltes Schwert und in der linken Hand einen Siegerkranz aus Lorbeer und den Schild der Vereinigten Staaten mit 13 Streifen hält. Sie trägt einen Helm, der mit Sternen und einem Adlerkopf verziert ist. Eine Brosche mit der Inschrift US – das U umgreift das S – sichert ihr mit Fransen besetztes Gewand. Sie steht auf einem gusseisernen Globus, auf dem ein nationaler Wahlspruch steht: E pluribus unum. Der untere Teil des Sockels ist mit Fasces und Kränzen verziert. Auf dem Kopfschmuck und den Schultern befinden sich zehn mit Platin überzogene Spitzen, die als Blitzschutz dienen. Die Bronzestatue ist 6 Meter hoch und wiegt ungefähr 6800 kg. Ihre Spitze befindet sich 88 Meter über dem Platz an der Ostseite.

## Geschichte
In der Original-Zeichnung von Architekt Thomas U. Walter, die im Jahre 1855 genehmigt wurde, kam eine imposante Statue für die neuen gusseiserne Kuppel vor. Die Zeichnung von Walter zeigte die Umrisse der Freiheitsgöttin; Crawford entwarf die sinnbildliche Figur Freiheit triumphiert über Krieg und Frieden.

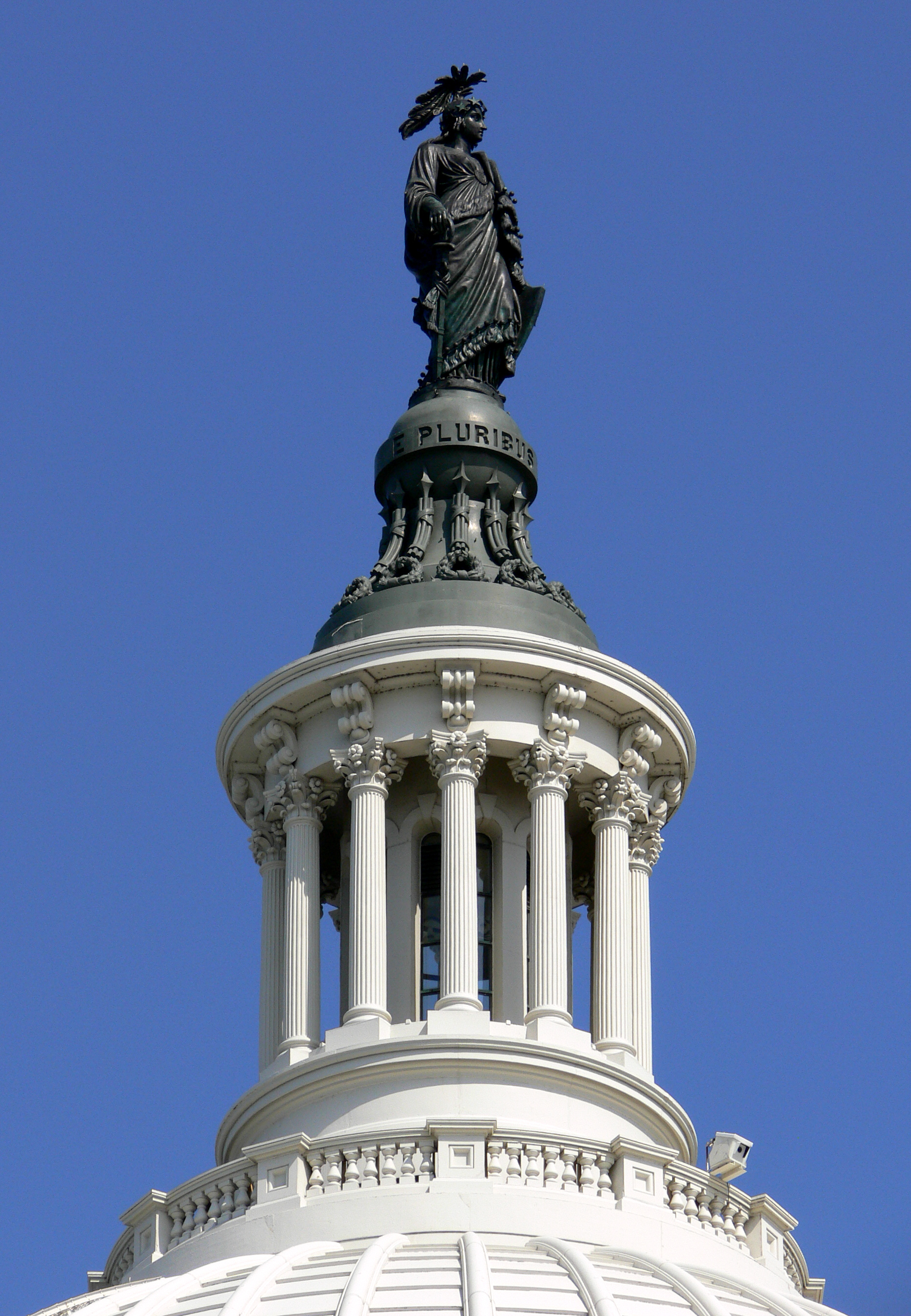
Auf dem Sockel steht umlaufend
E pluribus unum

Crawford wurde mit der Gestaltung der Statue of Freedom 1854 beauftragt und stellte das Gipsmodell für die Statue in seinem Studio in Rom her. Er starb im Jahr 1857, bevor das Modell sein Studio verlassen hatte. In sechs Kisten verpackt, verließ das Modell Italien in einem kleinen Segelschiff. Während der Überfahrt schlug das Schiff leck und stoppte für Reparaturen in Gibraltar. Nachdem das Schiff Gibraltar verlassen hatte, schlug es nochmals leck und schaffte es nur noch bis nach Bermuda. Dort wurde das Modell gelagert, bis ein anderes Transportmittel besorgt werden konnte. Die Hälfte der Kisten kam im Dezember in New York City an, aber es dauerte bis Ende März 1859 bis alle Teile in Washington, D.C. ankamen.
Anfang 1860 wurde die Statue in fünf Hauptabschnitten von Clark Mills, dessen Bronzegießerei am Ortsrand von Washington lag, gegossen. Die Arbeiten wurden 1861 wegen des Sezessionskrieges angehalten, aber Ende 1862 war die Statue fertiggestellt und wurde vorübergehend auf dem Gelände des Kapitols ausgestellt. Die Kosten für die Statue, ohne die Montage, betrugen $23.796,82. Ende 1863 waren die Bauarbeiten an der Kuppel weit genug fortgeschritten um die Statue zu montieren. Sie wurde in Teilen nach oben gehievt und auf dem gusseisernen Sockel wieder zusammengesetzt. Der letzte Teil, Kopf und Schultern der Figur, wurden am 2. Dezember 1863 hochgezogen, begleitet von einem  Salutschuss aus 35 Gewehren, der von den Gewehren der 12 Forts rund um Washington erwidert wurde.
Während die Freedom in Mills Gießerei gegossen wurde, trat der Vorarbeiter der Gießerei in Streik. Anstatt ihm mehr Lohn zu zahlen, übertrug Mills die Arbeit an Philip Reid, einem der Sklaven die in der Fabrik arbeiteten. Reid leitete die restlichen Gießarbeiten und die Montage der Figur. Die Figur wurde am 2. Dezember 1863 an ihrem Bestimmungsort aufgestellt. 

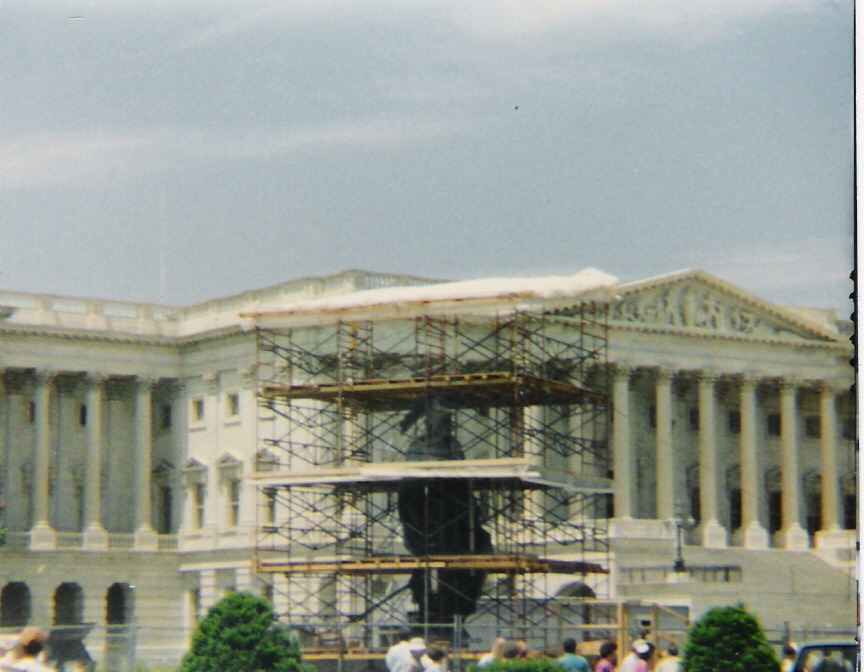
Die Statue of Freedom wurde 1993 für fünf Monate von der Kuppel entfernt

Am 9. Mai 1993, nach mehr als 130 Jahren nach der Aufstellung, wurde die Statue für Restaurierungsarbeiten mit einem Hubschrauber von ihrem Podest gehoben. Touristen erhielten dadurch die Chance, die Statue aus der Nähe zu betrachten. Die Arbeiten waren durch umfangreichen Lochfraß und Korrosion an der Außenhaut der Bronzestatue und einen Riss sowie Rost am gusseisernen Sockel notwendig geworden. Die Arbeiten wurden anhand der Empfehlungen einer im Jahr 1991 erstellte Studie zur Erhaltung der Statue durchgeführt.  Die United States Capitol Preservation Commission stellte 780.000 US-Dollar aus privat finanzierten Mitteln zur Verfügung, die alle Kosten des Projektes deckten. Die Arbeiten wurden durch die New Arts Foundry, aus Baltimore (Maryland), durchgeführt.
Das gusseiserne Podest wurde auf der Spitze der Kuppel restauriert. Das Metall wurde von der Farbe befreit und die Kränze und Fasces wurden abgebaut, damit sichergestellt werden konnte, dass sie vollständig gereinigt und lackiert werden konnten. Der Riss wurde dauerhaft repariert und das gesamte Podest wurde grundiert und mit einer Farbe lackiert, die es farblich der Statue anpasst. Seitdem wird die Statue alle 2 bis 3 Jahre überprüft, gereinigt und, wenn notwendig, nachlackiert.
Die Restauration der Statue und des Podestes waren nach vier Monaten abgeschlossen. Die Statue of Freedom kehrte mit Hilfe eines Hubschraubers am 23. Oktober 1993 auf ihr Podest zurück, inmitten der 200-Jahr-Feier des Capitol.

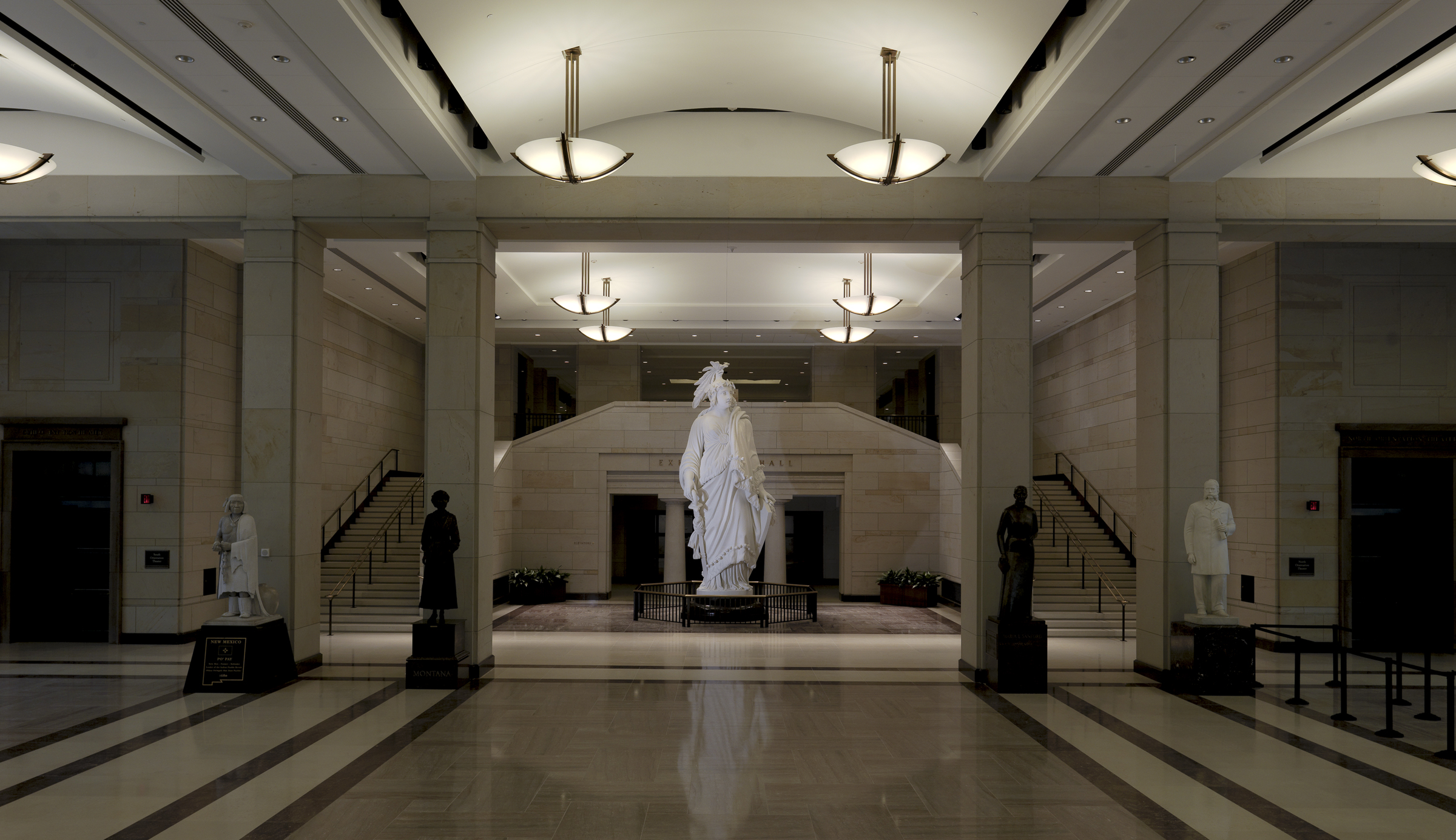
Das Gipsmodell der Statue of Freedom im United States Capitol Visitor Center

Das Gipsmodell der Statue, das sich 25 Jahre in einem Lager befand, wurde wieder zusammengesetzt und in der Rotunde im Untergeschoss des Russell Senate Office Building aufgestellt, wo es im Januar 1993 wieder der Öffentlichkeit zugänglich gemacht wurde. Nach der Fertigstellung des Capitol Visitor Center wurde die Statue in dessen Emancipation Hall aufgestellt. Dort können die Besucher die Details der Statue aus nächster Nähe betrachten.
Im ursprünglichen Entwurf trug die Statue eine Freiheitsmütze, aber der Kriegsminister Jefferson Davis (der spätere Präsident der Konföderierten Staaten von Amerika), der die Verantwortung für den Bau trug, verweigerte dazu seine Zustimmung. Er teilte dem Bildhauer mit, dass er die Freiheitsmütze entfernen sollte und dass der Auftrag ansonsten an jemand anderes gegeben würde. Davis war Gelehrter des Antiken Roms und wusste, dass in Rom nur befreite Sklaven diese Mütze trugen. Er wollte nicht, dass auf der Kuppel des Kapitols ein befreiter Sklave dargestellt wird. So wurde die Mütze bei der Herstellung der Statue durch den Helm mit dem amerikanischen Adler ersetzt. Viele Menschen halten die Statue für das Abbild eines amerikanischen Indianers.

## Verwendung der Statue of Freedom
Der Kopf der Statue ist auf einer Briefmarke der Vereinigten Staaten abgebildet. Die Marke wurde 2006 neu aufgelegt.
Die Statue of Freedom ist auch auf der Rückseite der Iraq Campaign Medal abgebildet. Dies ist ein Orden, der Soldaten auszeichnet, die im Irakkrieg 2003 kämpften. Auch die zivile Version der Global War on Terrorism Expeditionary Medal zeigt die Statue of Freedom.